# Гиньясу, Пабло
Па́бло Ора́сио Гиньясу́ (исп. Pablo Horacio Guiñazú; род. 26 августа 1978, Хенераль-Кабрера, провинция Кордова) — аргентинский футболист, полузащитник; тренер.

## Биография
Воспитанник школы клуба «Ньюэллс Олд Бойз» из Росарио, во взрослой команде которого начал профессиональную карьеру в 1996 году. В 2000 году уехал играть в Италию, в клуб «Перуджа». После одного сезона вернулся в Аргентину, где выступал за «Индепендьенте» и вновь за НОБ. В 2004 году выступал за подмосковный клуб «Сатурн» (Раменское). В 2004—2007 гг. играл за лучший клуб Парагвая последних лет, «Либертад», в составе которого стал чемпионом страны 2006 года.
С 2007 года выступал за бразильский «Интернасьонал». После ухода из команды сначала Фернандана, а по окончании сезона 2008 и Эдиньо, Гиньясу был избран капитаном команды. Гиньясу был капитаном «Интера» в 2009—2010 годах, после чего капитанская повязка перешла Боливару.
В 2013 году Гиньясу вернулся в «Либертад». В августе 2013 года перешёл в бразильский клуб «Васко да Гама».

## Титулы и достижения
- Чемпион Аргентины (1): Апертура 2002
- Чемпион Парагвая (1): 2006
- Чемпион штата Рио-де-Жанейро (1): 2015
- Чемпион штата Риу-Гранди-ду-Сул (4): 2008, 2009, 2011, 2012
- Обладатель Южноамериканского кубка (1): 2008
- Обладатель Кубка Либертадорес (1): 2010
- Обладатель Рекопы Южной Америки (1): 2011
- / Обладатель Кубка банка Суруга (1): 2009
- / Обладатель Кубка Дубая (1): 2008
- Участник символической сборной года в Южной Америке: 2012